# Гиздару (Ђурђу)
Гиздару (рум. Ghizdaru) насеље је у Румунији у округу Ђурђу у општини Станешти. Oпштина се налази на надморској висини од 32 m.

## Становништво
Према подацима из 2002. године у насељу је живело 656 становника, од којих су сви румунске националности.